# 4. мај
4. мај (04.05) је 124. дан у години по грегоријанском календару (125. у преступној години). До краја године има још 241 дана.

## Догађаји
- 1493 — Папа Александар VI, Шпанац, издао едикт о подели Новог света између Шпаније и Португалије, према којем све новооткривене земље западно од Азора треба да припадну Шпанији.
- 1626 — Индијанци продали Менхетн холандском трговцу Петеру Минојту за тканине и ђинђуве у вредности од око 24 долара (око 600 долара из 2006).
- 1780 — У Епсому у Енглеској одржане прве коњичке трке.
- 1886 — У експлозији бомбе која је бачена на полицајце који су покушавали да растерају скуп радника у Чикагу, погинуло је осам особа, а рањено 60.
- 1919 — Почеле демонстрације кинеских студената против одлуке Версајске мировне конференције да немачки поседи у провинцији Шандунг буду предати Јапану. Демонстрације „Покрет 4. маја“ прерасле у национални покрет, који је покренуо преко 10 милиона људи.
- 1938 — Даглас Хајд постао први председник Ирске на основу новог Устава, којим је прокламована њена независност.
- 1970 — Америчка национална гарда је убила четири и ранила 11 студената Универзитета „Кент“ у држави Охајо, који су демонстрирали против Вијетнамског рата.
- 1979 — Вођа конзервативаца Маргарет Тачер после победе над лабуристима на парламентарним изборима постала је прва жена-премијер у историји Велике Британије.
- 1990 — На првим вишестраначким изборима после Другог светског рата, у Хрватској убедљиво победила Хрватска демократска заједница Фрање Туђмана.
- 1992 — ЈНА се повукла са дубровачког ратишта, чиме је угашена трећа Дубровачка република.
- 1994 — Израел и Палестинска ослободилачка организација потписали споразум о почетку примене ограничене палестинске аутономије у Гази и Јерихону.
- 1994 — Емитовањем првог сервиса вести Београдска независна новинска агенција, Бета, почела рад.
- 1996 — Лидер конзервативаца Хосе Марија Аснар постао премијер Шпаније, чиме је окончана тринаестогодишња владавина социјалиста.
- 2001 — Подигнута оптужница против Радета Марковића, који је у време режима Слободана Милошевића био начелник Државне безбедности Србије. По оптужници за одавање државне тајне, Марковић 6. јула 2001. осуђен на годину дана затвора, а по тужби за умешаност у убиство четири функционера Српског покрета обнове на Ибарској магистрали, у октобру 1999, 30. јануара 2003. осуђен на седам година затвора.
- 2001 — САД гласањем избачене из Комисије за људска права при Уједињеним нацијама, што је први пут у историји те међународне организације.
- 2023 – Нападач је у селу Дубона у близини Младеновца убио осам особа, а ранио 14 људи, међу којима је било и деце.

## Рођења
- 1825 — Томас Хенри Хаксли, енглески биолог и антрополог, поборник теорије еволуције Чарлса Дарвина. (прем. 1895)[1]
- 1881 — Александар Керенски, руски револуционар и политичар. (прем. 1970)[2]
- 1900 — Антун Аугустинчић, хрватски и југословенски вајар. (прем. 1979)[3]
- 1921 — Едо Муртић, хрватски сликар, графички дизајнер и позоришни сценограф. (прем. 2005)
- 1925 — Јене Бузански, мађарски фудбалер и фудбалски тренер. (прем. 2015)[4]
- 1928 — Хосни Мубарак, египатски политичар, 4. председник Египта. (прем. 2020)[5]
- 1929 — Одри Хепберн, америчка глумица и хуманитарка. (прем. 1993)[6]
- 1930 — Миљан Миљанић, српски фудбалски тренер и функционер. (прем. 2012)[7]
- 1942 — Никола Стојановић, српски редитељ и сценариста. (прем. 2021)
- 1944 — Миро Вуксановић, српски књижевник.[8]
- 1961 — Луис Ерера, колумбијски бициклиста.[9]
- 1964 — Горан Прпић, хрватски тенисер и тениски тренер.[10]
- 1964 — Роко Сифреди, италијански порнографски глумац, редитељ и продуцент.[11]
- 1970 — Вил Арнет, канадско-амерички глумац, комичар и продуцент.[12]
- 1972 — Мајк Дернт, амерички музичар, најпознатији као басиста групе Green Day.[13]
- 1976 — Никола Шкорић, српски глумац.[14]
- 1980 — Соња Колачарић, српска глумица.[15]
- 1981 — Ерик Ђемба-Ђемба, камерунски фудбалер.[16]
- 1985 — Бо Макејлеб, амерички кошаркаш.[17]
- 1985 — Фернандињо, бразилски фудбалер.[18]
- 1987 — Хорхе Лоренцо, шпански мотоциклиста.[19]
- 1987 — Сеск Фабрегас, шпански фудбалер.[20]
- 1992 — Јован Крнета, српски фудбалер.[21]
- 1996 — Џејлен Адамс, амерички кошаркаш.[22]
- 1998 — Тијана Богдановић, српска теквондисткиња.[23]

## Смрти
- 1869 — Јован Хаџић, српски писац и политичар. (рођ. 1799)[24]
- 1871 — Марија Анунцијата, кћи краља Фердинанда II. (рођ. 1843).
- 1903 — Гоце Делчев, вођа македонског национално-револуционарног покрета.
- 1972 — Пепе Самитијер, шпански фудбалер и тренер. (рођ. 1902)
- 1980 — Јосип Броз Тито, председник ДФЈ, ФНРЈ и СФРЈ. (рођ. 1892).[25]
- 1994 — Јосип Палада, југословенски и хрватски тенисер. (рођ. 1912)[26]
- 1999 — Миленко Павловић, пилот који је погинуо током НАТО агресије
- 2003 — Сесто Брускантини, италијански оперски певач.

## Празници и дани сећања
- Међународни празници
  - Светски дан борбе против астме
  - Међународни дан ватрогасаца
- Српска православна црква слави:
  - Свештеномученика Јануарија
  - Светог мученика Теодора